# Kościół Świętego Gabriela w Pradze
Kościół Świętego Gabriela w Pradze – neoromański kościół znajdujący się na Smíchovie w dzielnicy Praga 5 przy ul. Holečkově. Pierwotnie był on siedzibą opactwa benedyktynek, założonego w 1888 roku z inicjatywy hrabiny Gabrieli Sweerts-Šporkowej. Kościół, zbudowany w roku 1891, ma wieżę o wysokości 43 metrów.
W roku 1919 niemieckie benedyktynki wyjechały do Austrii, a kościół i klasztor został sprzedany czechosłowackiemu Ministerstwu Poczty i Telekomunikacji z zastrzeżeniem, że kościół pozostanie czynny. Zakupiony klasztor przeznaczono na muzeum poczty oraz siedzibę różnych agend poczty. Współcześnie właścicielem kompleksu jest czeska poczta. 